# Пам'ятник водопроводу (Ростов-на-Дону)
Пам'ятник водопроводу (рос. Памятник водопроводу) — бронзовий монумент, який був відкритий у Покровському сквері Ростова-на-Дону навпроти міського Музичного театру.

## Опис
Як матеріал для виготовлення пам'ятника була обрана бронза. Висота пам'ятника досягає 2,2 метри.
За задумами авторів, монумент зроблено у вигляді жінки, яка одягнена як мешканка міста XIX століття. Вона набирає воду у відро з водопровідної колонки. Такий символ був обраний не випадково — в той час, згідно з встановленим порядкам, саме жінка була відповідальна за забезпечення сім'ї питною водою, тому поява в місті водопроводу істотно полегшала побут  жінок. Пам'ятник присвячений першому водопроводу міста, який запрацював у 1865 році. Ініціював створення пам'ятника Ростовський водоканал. Одним з авторів пам'ятника став скульптор Сергій Олешня.
Згідно з вказівками мера Ростова Михайла Чернишова, урочисте відкриття пам'ятника першому водопроводу в місті відбулося в серпні 2007 року. Церемонія відкриття була розпочата з яскравого театралізованого дійства, демонструвалися костюмовані номери, тематикою яких була історія першого київського водопроводу. Виступав актор, який зображав градоначальника Ростова-на-Дону в другій половині XIX століття Андрія Байкова, при якому і став працювати міський водопровід.
На відкритті була присутня начальник київського міського управління культури Людмила Лисицина, виконавчий директор Російської асоціації водопостачання та водовідведення Олексій Головачов.